# Gaudapada

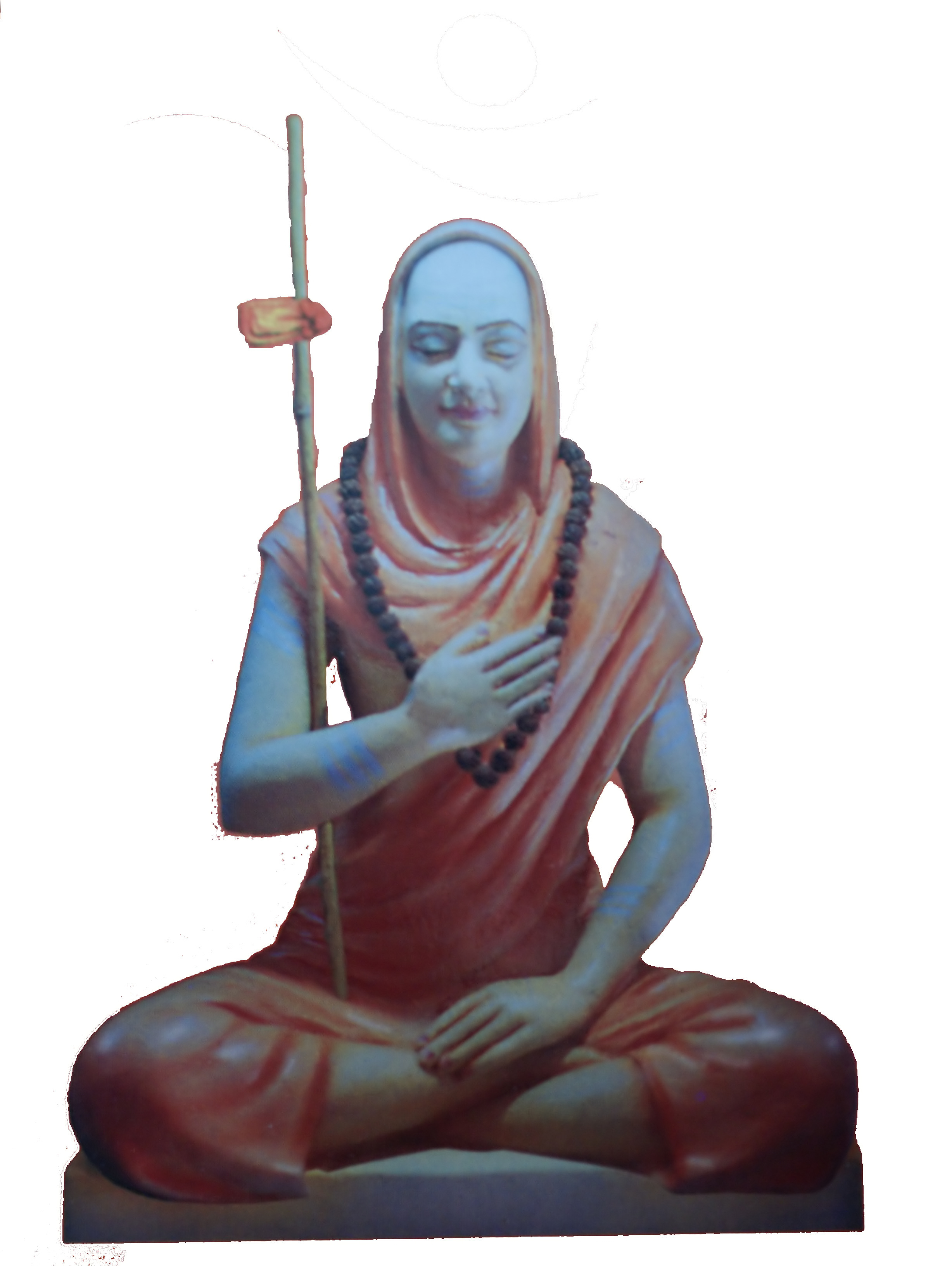
Estatua de Gaudapada

Gaudapada (hacia siglo VIII d. C.) fue un gurú fundador de la tradición advaita vedanta.
Tradicionalmente se le considera maestro de Govinda Bhagavatpada, quien a su vez fue maestro de Shankará (una de las figuras más importantes en las doctrinas hindúes). También se cree fue fundador de la Sri Gaudapadacharia Math (hacia 740), en Kavale (Goa), a unos 370 km al sur de Bombay.
Posiblemente era originario de Cachemira (al noroeste de la India) o de Bengala (en la costa nororiental de la India).
Aunque no hay mucho escrito acerca de su vida, de acuerdo a una leyenda, Gaudapada era hijo de Vishnudatta y Gunavati, una devota familia saraswat bráhmana en Bhupalam, cerca de Vitta, en el actual distrito de Sangli y su nombre fue Shukadatta.
Renunció a su vida (o sea, aceptó la orden de saniasa) a una edad muy joven y fue al bosque en una colina cercana en busca de la sabiduría espiritual. Más tarde diría que fue instruido directamente por Dios a través de nabhovani (una voz interior) y luego viajó hasta Badarika Ashrama (en los Himalaya) donde recibió la sabiduría del Vedanta-sutra con las bendiciones de su escritor, el mítico Viasa (I milenio a. C.).

## Obras
Entre las obras que escribió Gaudapada, se encuentra el Gaudapada-karika (‘comentario de Gaudapada’) ―una reseña de la Mandukia-upanishad (una de las 108 Upanishad), de solo 13 versos―, a su vez dividido en cuatro libros llamados Aduaita-prakarana, Prakarana-agama, Prakarana-vaitathia y Alatasanti-prakarana.
En la actualidad se considera que los cuatro libros fueron escritos por cuatro maestros diferentes.
Algunos seguidores de su doctrina prefieren decir ―sin aportar prueba alguna― que él no inició esta tradición, sino que con él comenzó la mánava-sampradaia (transmisión de enseñanza a través de seres humanos), que antes de él esta tradición seguramente ya existía.

La verdad suprema es esta: no hay nacimiento ni disolución, no hay aspirantes a la liberación ni liberados, y nadie se encuentra esclavizado.
Gaudapada, Mandukia-kárika, 2.32

Varios escritores[cita requerida] creen que Gaudapada fue originalmente budista, ya que su lenguaje muestra signos de familiaridad con los textos budistas.

## Mandukya Karika

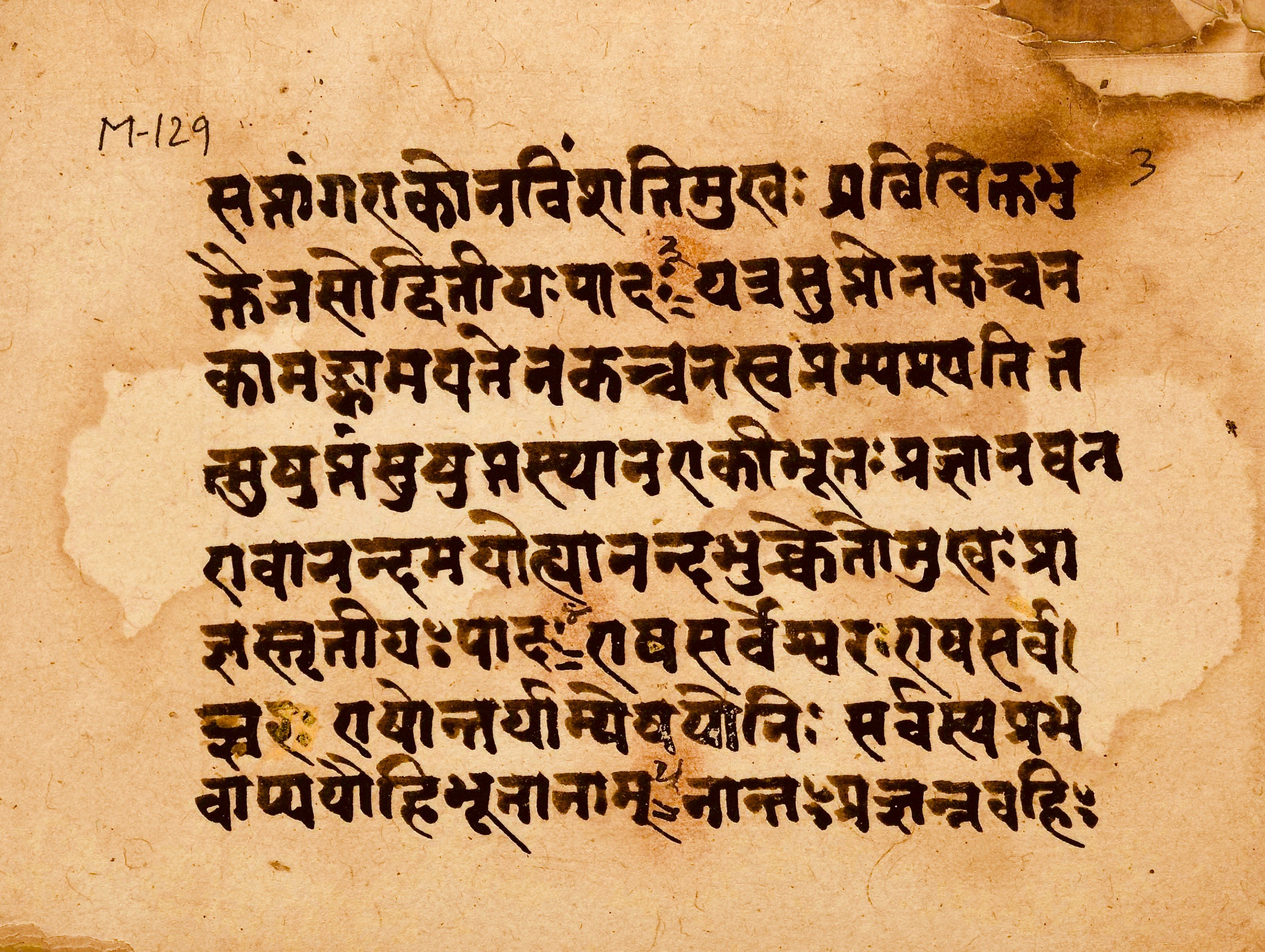
El Mandukya Karika es un influyente texto Vedanta. Arriba: una página manuscrita (sánscrito, escritura devanagari)

### Autoría
Gaudapada escribió o recopiló el Māṇḍukya Kārikā, también conocido como el Gauḍapāda Kārikā y como el Āgama Śāstra. Algunos estudiosos, afirma Karl Potter, dudan de que Gaudapāda Kārikā haya sido escrito por un solo autor.
El Māṇḍukya Kārikā es una explicación concisa, en forma de verso, de las doctrinas en el Mandukya Upanishad, uno de los más cortos pero un profundo Upanishad, que consta de sólo 12 frases. Incluso antes de la época de Adi Shankara, el Mandukya Upanishad era considerado un Śruti, pero no uno especialmente importante durante su época. En épocas posteriores adquirió un mayor valor, y expresando la esencia Upanishádica. El Karika, en particular, presenta argumentos racionales de los estados de sueño, la infinitud y la finitud, el espacio y el tiempo, la causalidad, la desintegración y la generación en apoyo de la doctrina advaita.
El Māṇḍukya Kārikā es el primer tratado sistemático existente sobre Advaita Vedānta, aunque no es la obra más antigua que presenta los puntos de vista del Advaita, ni la única obra anterior a Sankara con el mismo tipo de enseñanzas. Según Hajime Nakamura, el Gaudapada Karika no sólo fue atesorado en la tradición advaita, sino que el texto fue venerado y muy respetado en las escuelas Vishistadvaita y Dvaita Vedanta del hinduismo. El texto de Gaudapada, añade Nakamura, fue atesorado pero no considerado un Sruti por los eruditos Advaita, mientras que Ramanuja y Madhvacharya de las escuelas no-Advaita consideraron su primer capítulo como un Sruti.

### Contenido
El Gaudapadiya Karika tiene 215 versos medidos que se dividen en cuatro capítulos:
1. Capítulo Uno (29 versos) - Agama, o Agama Prakarana (Doctrina tradicional, incluye 12 versos del Mandukya Upanishad)[18][12]
2. Capítulo Dos (38 versos) - Vaitathya Prakarana (Irrealidad)[19]
3. Capítulo Tres (48 versos)  - Advaita Prakarana (No-dualidad)[20]
4. Capítulo cuatro (100 versos) - Alatasanti Prakarana (La paz del fuego)[21]

Cronológicamente, según Hajime Nakamura, los textos budistas que citan el Gaudapada Karikas implican que las ideas vedánticas de los tres primeros capítulos son de mayor antigüedad. La mayor parte del capítulo tres de la compilación del Gaudapada Karika estaba completa hacia el 400-500 de la era cristiana, afirma Nakamura. Calcula que la mayor parte del capítulo uno se completó entre los años 300 y 400 de la era cristiana, mientras que el capítulo dos, que presupone el capítulo uno, puede fecharse como completado en su mayor parte después del capítulo uno, pero antes del capítulo tres. La mayor parte del capítulo cuatro se escribió en algún momento entre el 400 y el 600 de la era cristiana.

#### Capítulo Uno: Doctrina tradicional (Agama)
Om es felicidad
Om es Brahman,

tanto el superior como el inferior,

así como Ishvara que reside en los corazones de todos,

es a la vez sin medida y de medida ilimitada,

la cesación de la dualidad,

es la dicha.
Gaudapada Karika 1.28–29
Translator: Karl Potter
El Self reside en el propio cuerpo en tres formas: estado de vigilia, estado de sueño y en estado de sueño profundo, según la traducción de Potter. Cuando está despierto, el Sí mismo experimenta el Vishva - los objetos externos y lo visible; cuando sueña, experimenta el Taijasa - los objetos internos de la mente y lo que aparece en los sueños; cuando está en sueño profundo, el Sí mismo experimenta Prajna - lo no polarizado, los frutos del corazón y la dicha. La descripción de estos estados del yo son similares, afirma Arvind Sharma, a los que se encuentran en el Brihadaranyaka Upanishad y otros textos hindúes antiguos.
Gaudapada presenta las teorías tradicionales sobre la vida en boga, antes y en su época, en los Karika 6 a 9. Algunos afirman que la creación es el resultado de la expansión del Ser, otros afirman que es un mero espectáculo de magia, otros afirman que la creación proviene del deseo de Dios, otros afirman que el Kala (tiempo) crea todos los seres. En el Karika 10, el texto afirma que hay un cuarto estado del Ser, llamado Turiya, uno de Advaita (no dualidad), que todo lo impregna, que no cambia y que no tiene Dukkha (dolor). Este cuarto estado del Ser en Gaudapada Karika se encuentra en los capítulos 8.7 a 8. 12 del Chandogya Upanishad, que discute los "cuatro estados de conciencia" como despierto, sueño lleno de sueños, sueño profundo y más allá del sueño profundo.
El estado del Ser Vishva y Taijasa -afirma Gaudapada- puede ser fuente de causa y efecto, el Prajna es sólo causa, mientras que el estado Turiya no es ninguno de los dos. El estado de vigilia y el estado de sueño son los que conducen a la conciencia, a los errores y al desconocimiento. La dualidad percibida del mundo es Maya, cuando en realidad sólo hay no-dualidad. El capítulo uno termina con la discusión del Om y su simbolismo para Brahman, y el Atman dentro del corazón de todos los seres vivos.

#### Capítulo dos: La irrealidad (Vaitathya)
Los objetos soñados durante el sueño son irreales, afirma Gaudapada, porque el que sueña nunca va realmente a los lugares que sueña, y porque cualquier situación que sueña es algo que deja al despertar. Esto está en la escritura Brihadaranyaka Upanishad.
En el mismo sentido, la verdadera realidad está encubierta para el hombre incluso en su estado de vigilia, estado Kaarikas 4-6 del capítulo dos, porque, traduce Potter, "cualquier objeto inexistente en el principio y en el final es también inexistente en el medio".
Cuando dormimos, sentimos las cosas externas que soñamos como reales y los estados internos como irreales, pero en el estado despierto nos damos cuenta de que ambos son irreales. Del mismo modo, en nuestro estado de vigilia todo lo que aprehendemos como real e irreal son ambos irreales, encubriendo la verdadera realidad, afirman los Kaarikas 10-15. Pero esta afirmación lleva a la pregunta obvia, afirma Gaudapada, de que si tanto lo interno como lo externo no son la verdadera realidad, ¿quién es el que imagina, el que aprehende y el que conoce?31 Gaudapada presenta su respuesta como el Aatman  (ser,alma).
Gaudapada Kaarika states that while we do grasp objects, we perceive, we think, but this does not connote the nature of reality and unreality, just like our fear of "a rope for a serpent in darkness". Construimos realidades, afirma Gaudapada, e imaginamos que el Jivatman es varias cosas como praana (aliento), loka (mundo), deva (dioses), bhoktr (disfrutador), bhojya (disfrutables), sukshma (sutil), sthula (burdo), murta (material), amurta (no material), etc.
Imaginamos cosas en nuestra mente, creamos cosas en nuestra mente, destruimos cosas en nuestra mente, dice Gaudapada; sin embargo, todas estas cosas no son diferentes de Él, el Aatman (género neutro). Todas estas construcciones crean dualidades en nuestra imaginación, son maaya. La verdadera realidad, según los Kaarikas 33-36, es no dual y es Aatman.{Sfn|Potter|1981|p=108}} Aquellos que han dominado y crecido más allá de todos los apegos, más allá de todo el miedo y más allá de toda la ira, están más allá de todas las dualidades, conocen su Yo, han asegurado la no-dualidad en su interior. Según Kaarikas 36–38, a tales individuos sabios, no les importan los halagos de nadie, están más allá de los rituales, son vagabundos sin hogar, porque son conscientes de la veradd en ellos y afuera de ellos; ellos, traduce Potter, "permanecen fieles a la naturaleza".

#### Chapter Three: Nonduality (Advaita)
Gaudapada abre este capítulo criticando el Upasana (la adoración) y afirma que esto supone que el Brahman-Atman no ha nacido al principio ni al final, sino que nace actualmente (como jiva). Afirma que el Brahman-Atman no dual (el Ser) puede dar lugar a la dualidad aparente (Jivas, almas individuales), mientras que no se ve afectado en el proceso. Con este fin, él da la analogía del espacio y los jivas. El Yo es como el espacio y los Jivas son como el espacio en jarras. Así como el espacio está encerrado en una vasija, el Yo se manifiesta como Jivas. Cuando la vasija se destruye, el espacio en la vasija se funde con el espacio, así también, los Jivas son uno con el Yo:
Gaudapada afirma que los Upanishads como el Brihadaranyaka Upanishad enseñan esto, que el propio Atman (yo) es idéntico al Atman en otros seres, y todos los Atman son idénticos al Brahman. Mientras que algunos Upanishads, reconoce Gaudapada, implican una diferencia entre el alma individual y el Brahman, esos textos están discutiendo la distinción aparente (dualidad) cuando uno cree en la creación aparente. En realidad, afirma Gaudapada, no hay creación de almas a partir de Brahman, ya que son idénticas. No debemos confundir los pasajes destinados a la instrucción espiritual. Según Karikas 3.17-18, Gaudapada admite que los dualistas no están de acuerdo con este punto de vista, pero los textos antiguos admiten la dualidad en el contexto de las apariencias, mientras que "la no-dualidad es de hecho la realidad más elevada", traduce Karmarkar..
Según la traducción de Karl Potter del Karika 3.33-36, una conciencia que no tiene construcción conceptual es innaciente, y esta conciencia es Brahman. Esta conciencia no es una metáfora, ni nace, es real. Tal conciencia brilla sin miedo, más allá de las palabras y el pensamiento, es tranquila e inquebrantable, ecuánime y llena de luz. Proviene de la autoreflección, comprensión, dejando de estar vinculados con la Dukkha (frustración) y Sukha (placer), cuando en la mente se encuentra una calma indescriptible.
El Mandukyakarika III.39-46 de Guadapada describe el asparsa yoga mediante el ciual se consigue esta calma. En esta práctica de "no contacto" (a-sparsa), la mente es controlada y llevada al descanso, y no crea "cosas" (apariciones) tras las cuales se aferra; se convierte en no-dual, libre del dualismo sujeto-objeto que se aferra. Sabiendo que sólo el Atman-Brahman es real, las creaciones de la mente son vistas como falsas apariencias, y negadas (MK III.31-33). Cuando la mente es llevada al descanso, se convierte o es Brahman (MK III.46). Según Gaudapada, el Asparsa yoga es difícil para la mayoría, incluidos los yoguis, que ven el miedo, es decir, una pérdida de atman, en lo que es intrépidamente dichoso.

#### Capítulo cuatro: La paz de la marca de fuego (Alatasanti)
El último capítulo del Gaudapada Karika tiene un estilo diferente al de los tres primeros, y se abre expresando reverencia por todos "los más grandes de los hombres", que son como el espacio cósmico a través de su conciencia de no-dualidad, libres de auto-contradicciones y confusión, y que entienden el Dharma. Las karikas 3-10 repiten algunos contenidos de los capítulos anteriores, pero con algunas sustituciones de palabras. Las Karikas 11-13 citan la premisa clave de la dualidad de la escuela Samkhya de la filosofía hindú, la examinan de forma cruzada, y luego se preguntan ¿cómo y por qué la causa es eterna? El texto afirma que la premisa del Samkhya "la causa nace como su efecto" conduce a una regresión infinita, lo cual no es persuasivo.
Gaudapada Karika reconoce entonces la teoría de la Ajativada o no-origen de los Budas (budistas). Al igual que la premisa Samkhya, el texto la elogia y la cruza, en tres sentidos: primero, la premisa de no-origen tiene sentido cuando no se conoce ni el punto de origen ni el fin de algo, pero conocemos el punto de origen de cualquier ejemplo de algo producido y de ahí no se sigue la premisa Ajativada; segundo, la premisa Ajativada comete la falacia de razonamiento Sadhyasama al ofrecer ejemplos de lo que aún está por demostrar. En tercer lugar, afirman los Karikas 29-41, ni el samsara ni el mukti tienen un principio o un fin, porque si algo nace debe tener un fin, y algo que no nace no tiene fin..
Las Karikas 45-52 afirman que sólo la conciencia (Vijnana) es real, explicándolo con un ejemplo de palo de fuego antes y durante el tiempo que arde, y añadiendo que construimos y deconstruimos nuestro estado de conciencia. Los Karikas 53-56 afirman que no hay causalidad, ni efectos, y repite que la conciencia es lo único real. Todo es impermanente, nada es eterno y todo es también sin origen por naturaleza, afirman los Karikas 57-60..
Las Karikas 61-81 repiten el texto sobre cuatro estados de los capítulos anteriores para volver a enfatizar las premisas sobre la impermanencia y la no originación. El apego a la irrealidad provoca el deseo, la pena (Dukkha) y el miedo, mientras que el desapego lleva a liberarse de tales estados y a samadhi. Hay tres etapas del estado de comprensión Karikas 87-89: Laukika (ordinario. que conoce el objeto y el sujeto como reales), Shuddha laukika (ordinario purificado, el percibir se considera real pero no los objetos) y Lokottara (supramundano, donde ni los objetos ni el percibir se conocen como reales).
Karikas 90-100 presenta el Agrayana (vehículo) al conocimiento. El texto afirma que "todos los dharmas son sin principio, sin variedad, y son sólo conciencia". La dualidad es para los insensatos, la no-dualidad y la Realidad indiferenciada es para los sabios y difícil de captar. Las últimas Karikas del capítulo cuatro añaden, traduce Karl Potter, "esto lo entienden los Budas, el Buda nos instruye que la conciencia no alcanza los dharmas, ¡pero el Buda no dijo nada ni de la conciencia ni de los dharmas!"

### Relación con el budismo
La influencia de las doctrinas budistas en Gaudapada ha sido una cuestión controvertida, aunque "la mayoría de los escritores recientes parecen estar dispuestos a admitir la influencia budista," sin embargo, también señalan que Gaudapada era un Vedantin y no un budista.
Gaudapada asumió la enseñanza del Yogachara de vijñapti-mātra, "sólo representación", que afirma que la realidad empírica que experimentamos es una fabricación de la mente, experimentada por la conciencia-an-sich,{refn|group=note|Se suele utilizar indistintamente con el término citta-mātra, pero tienen significados diferentes. La traducción estándar de ambos términos es "sólo conciencia" o "sólo mente". Varios investigadores modernos objetan esta traducción, y la etiqueta que la acompaña de "idealismo absoluto" o "monismo idealista". Una mejor traducción para vijñapti-mātra es sólo representación.}} y la negación de cuatro esquinas, que niega cualquier predicado positivo del 'Absoluto'.{refn|group=note|1. Algo es. 2. No es. 3. Es y no es a la vez. 4. Ni es ni no es.
La "negación de cuatro esquinas" es una glosa inglesa del sánscrito, Chatushkoti.[cita requerida]}} Gaudapada "tejió [ambas doctrinas] en la filosofía del Mandukaya Upanisad, que fue desarrollada posteriormente por Shankara". Desde este punto de vista,

}la realidad ontológica última es la conciencia pura, que está desprovista de atributos e intencionalidad. El mundo de la dualidad no es más que una vibración de la mente (manodṛśya o manaspandita). El mundo pluralista es imaginado por la mente (saṁkalpa) y esta falsa proyección está patrocinada por el factor ilusorio llamado māyā.

Según Bhattacharya, el Asparsayoga también tiene orígenes budistas. En el capítulo cuatro, según Bhattacharya, dos karikas se refieren al Buddha. Según Murti, "la conclusión es irresistible de que Gaudapada, un filósofo Vedanta, está intentando una interpretación advaítica del Vedanta a la luz de las doctrinas Madhyamika y Yogcara. Incluso las cita y apela libremente a ellas".
Sin embargo, añade Murti, las doctrinas son distintas al budismo. Los capítulos uno, dos y tres son totalmente vedantinos y se basan en los Upanishads, con poco sabor budista. Mientras que los tres primeros capítulos hablan de Brahman y Atman (alma, Ser), el capítulo cuatro no lo hace. Esto, según Murti, puede deberse a que su autor fue otra persona y no Gaudapada, posición que comparte Richard King. Además, afirman tanto Murti como King, ningún erudito del Vedanta que siguiera a Gaudapada citó nunca el capítulo cuatro, sólo citan los tres primeros. Según Sarma, el capítulo cuatro puede haber sido escrito por Gaudapada asumiendo que estaba totalmente familiarizado con las enseñanzas de la escuela Mahayana, pero "confundirlo con un budista oculto o abierto es absurdo". Las doctrinas de Gaudapada y del budismo son totalmente opuestas, afirma Murti:
{Hemos hablado de préstamo, influencia y relación en términos bastante generales. Es necesario definir la posible naturaleza del préstamo, concediendo que tuvo lugar. (...) Los vedantinos apuestan todo al Atman (Brahman) y aceptan la autoridad de los Upanishads. Hemos señalado ampliamente el punto de vista del budismo Nairatmya y su total oposición al Atman (alma, sustancia, lo permanente y universal) en cualquier forma.
|TRV Murti|La filosofía central del budismo}
Sengaku Mayeda afirma que "podría ser Gaudapada el autor del Mandukyakarika, o sus predecesores, y no Shankara quien puede ser llamado un 'budista disfrazado'", y atribuye a Shankara "la reinyección del espíritu upanishádico en el extremadamente búdico Mandukyakarika de su paramaguru, vertiendo una nueva vida en él, por así decirlo, dándole una interpretación que seguía la línea de la escuela Vedanta y lograba la revedantinización de la tradición vedántica budista".
Swami Nikhilananda niega la influencia budista, argumentando que Gaudapada utilizó la terminología budista porque el budismo prevalecía en esa época, pero en definitiva era un vedantín advaita y discrepa de Gautama Buda en el penúltimo verso del Alatashanti Prakarana en el Kārikā. Dasgupta afirma explícitamente que Nikhilanda se equivoca al negar la influencia budista, afirmando, en palabras de Sangharakshita, que "no se podía negar la influencia del budismo en su pensamiento. "